# Carl Peter Lehmann

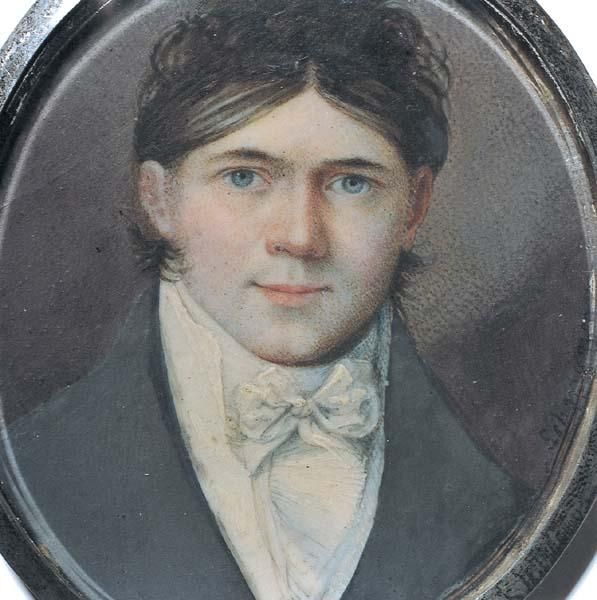
Carl Peter Lehmann, självporträtt från Nationalmuseums samlingar.

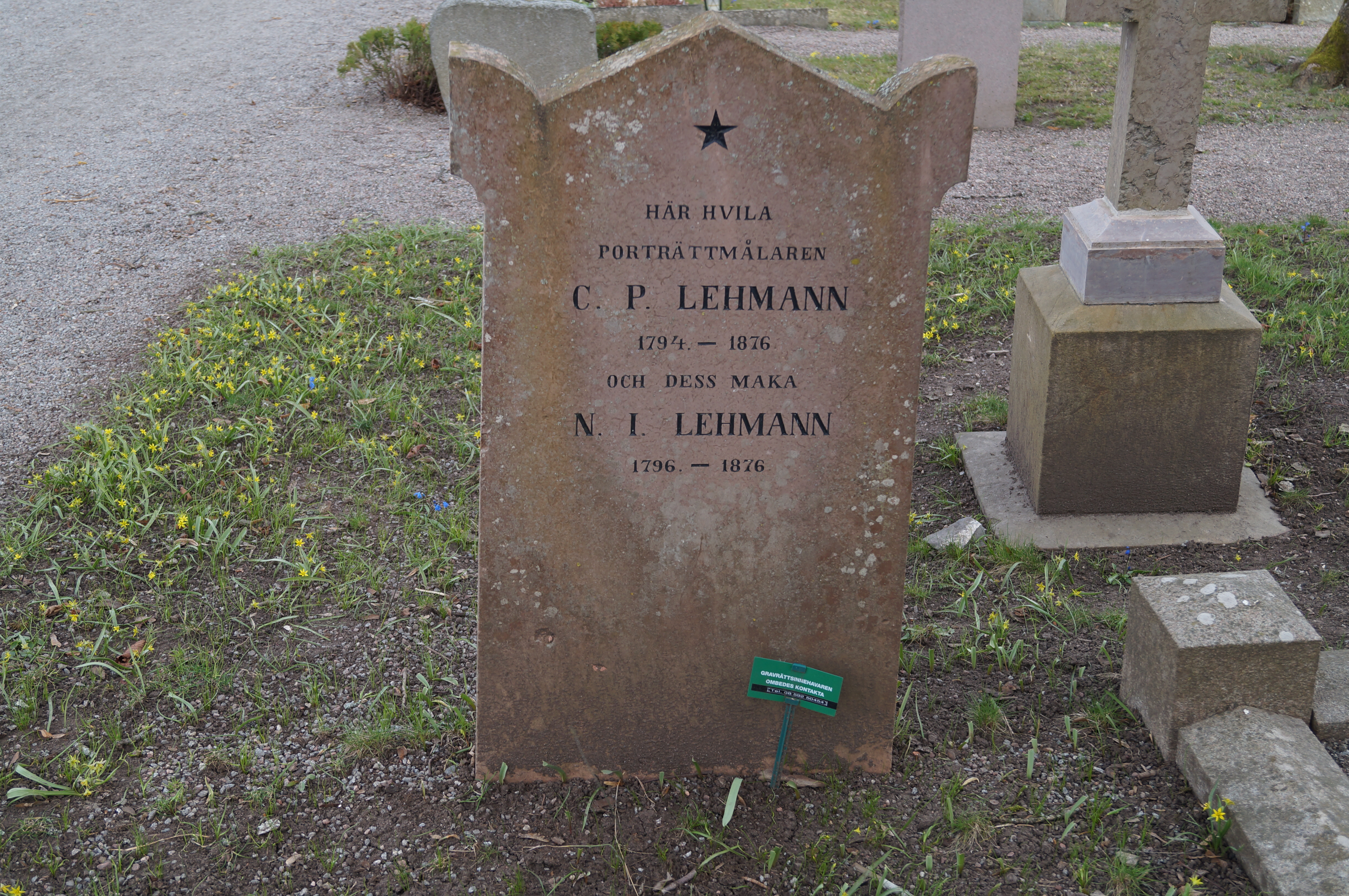
Carl Peter Lehmans och hans hustrus gravsten på Mariakyrkans kyrkogård i Sigtuna (2014).

Carl Peter Lehmann, född den 10 oktober 1794 i Köpenhamn, död den 3 september 1876 i Sigtuna, var en dansk-svensk målare som också var verksam i Norge.

## Biografi
Han var son till vokspousserer Carl Lehmann och Dorothea Egersdorff samt gift med Nancy Perhey och bror till musikern Christian Lehmann. I sin ungdom skall han ha varit kringvandrande cirkusakrobat. Han var född i Danmark. Hans anlag upptäcktes, då han målade dekorationer i sin styvfars Légats kringresande teatergrupp, där han var verksam som cirkusartist. Han utförde miniatyrmålning, men övergick sedan till oljemåleri.
Carl Peter Lehmann brukar räknas till den svenska konsthistorien, men i början av sin bana tillbringade han flera år i Norge. I Bergen drev Carl Peter Lehman 1817-1826 en egen målarskola med bland annat Knud Andreassen Baade och Joachim Frich som elever. Lehmann ägnade sig åt landskapsmåleri och historiska motiv huvudsakligen mellan 1819 och 1825. 1825 tänkte han flytta från Helsingborg till Stockholm, men uppehölls av porträttbeställningar, så att han i slutet av 1827 inte hunnit längre än till Norrköping. Han hade då utfört omkring 600 konterfej. Lehmann slog sig sedan ner i Stockholm, men företog ofta resor inom Sverige, Norge, Finland och Ryssland, till dess han i slutet av 1850-talet bosatte sig i Sigtuna. Mellan åren 1848-1852 reste Carl Peter Lehman tillsammans med sin bror runt i Nordamerika där de gjorde en mängd teckningar och även samlade in naturhistoriska föremål.  Väl i Sverige år 1853, försörjde de sig på porträttmåleri.  I Malmö i mars 1853, så målade Carl Peter Lehmann tillsammans med brodern Christan ett stort panorama över Kalifornien. Även deras far Carl Lehmann reste dit och hjälpte till med det. Sedan skulle målningen förevisas på dåvarande Malmö Teater vid Gustav Adolfs torg i Malmö. Carl Peter Lehmann målade allt, även mytologiska ämnen och norska landskap. Sammanlagt skall han ha utfört omkring 4 800 porträtt. 136 tavlor av hans egen hand såldes på auktion i Stockholm 1877.
I Christiania ställde Lehmann ut sina målningar med motiv från trakten kring Bergen både 1823 och 1824. Våren 1825 anordnade han en egen konstutställning i Bergen som han marknadsförde genom annonser i lokalpressen. Där förtecknas 12 målningar, huvudsakligen landskapsstycken.
Den norska landskapsmålaren Johan Christian Dahl gjorde vid denna tid sin ryktbara studieresa genom Norge sommaren 1826. Denna resa brukar anges som en milstolpe eller rentav som startpunkten för det norska landskapsmåleriet. Han målade då Fra Stalheim med berget Jordalsnuten i blickfånget. Romantiska norska landskap hade målats redan tidigare, dels av Johannes Flintoe och Johan Christian Dahl, men även av Carl Peter Lehmann. Frode Haverkamp påvisar i katalogen till Lehmanns jubileumsutställning i Bergen 1994 om Lehmanns pionjärinsats, han säger att han "var med å oppdage de landskapsmotivene som skulle gjøre J.C. Dahls navn kjent".
Lehmanns förekommer i Sverige första gången under namnet Carl Légat (sin styvfar namn)  1814 och 1817. Vid en av Götiska förbundets tävlingar 1822 vann ha pris för målningen Ægir och Rån ("Ägir och Ran"). Samma år förekommer han som miniatyrmålare i Åbo. Götiska förbundet påverkade den nordiska konsten. Den ökade utställningsverksamheten hörde till nyheterna i konstlivet. De enda utställningar som tidigare förekom hade tidigare praktiskt taget bara varit Konstakademiens utställningar. I konkurrens med akademiutställningen ordnade Götiska förbundet 1818 en egen utställning, som väckte stort uppseende och kommenterades livligt av tidningarnas allt talrikare konstskribenter och detta år hade Götiska förbundet anordnat en utställning som visade Bengt Erland Fogelbergs skulpturer, där han deltog med sina kolossalstatyer av de fornnordiska gudarna Oden, Tor och Frej. De visades då för första gången i gipsskisser. Genom sitt ämnesval innebar de en brytning med de antika idealen.
Under det tidiga 1800-talet var det talrika konterfejare (porträttmålare) som, liksom Carl Peter Lehmann, reste land och rike runt och målade porträtt på beställning. Det var stor efterfrågan på privatporträtt och ämbetsmannaporträtt under 1820-, 1830- och 1840-talen. Exempel på konstnärer som haft titeln konterfejare är David Klöcker Ehrenstrahl, hans elev David von Krafft och dennes elev Gustaf Lundberg. Under denna tid var några av de främsta porträttmålarna Per Krafft den yngre, Fredric Westin, Johan Gustaf Sandberg, Olof Johan Södermark och senare Uno Troili. En mycket anlitad porträttmålare var Carl Peter Mazer och av samtiden räknades Carl Johan Fahlcrantz (1774-1861) som en av landskapsmåleriets stora konstnärer. Per Krafft, Sandberg och Westin blev alla i sinom tid professorer vid akademien.
Till hans offentliga arbeten hör en altartavla för kyrkan i Brännkyrka och Ledbergs kyrka samt porträtt i Torpa kyrka. Fritz von Dardel omnämnde honom som ett stort original i sin bok Minnen kan berätta där Dardel beskriver hans samling av fornsaker och konst.

## Representerad
- Etnografiska museet[8],
- Nationalmuseum, Stockholm[9] (självporträtt)
- Göteborgs konstmuseum, Göteborg (en miniatyr med badande flickor)[10]
- Länsmuseet Gävleborg[11]
- Norrköpings konstmuseum[12]
- Nordiska museet[13]
- Malmö museum[14]
- Länsmuseet Gävleborg[15]
- Örebro läns museum[16]
- Värmlands museum[17]
- Helsingborgs museer [18]
- Kulturen[19]
- Postmuseum[20]
- Norsk Folkemuseum på Bygdøy, Oslo.
- Bymuseet i Oslo, Frognerparken.

## Galleri (urval)

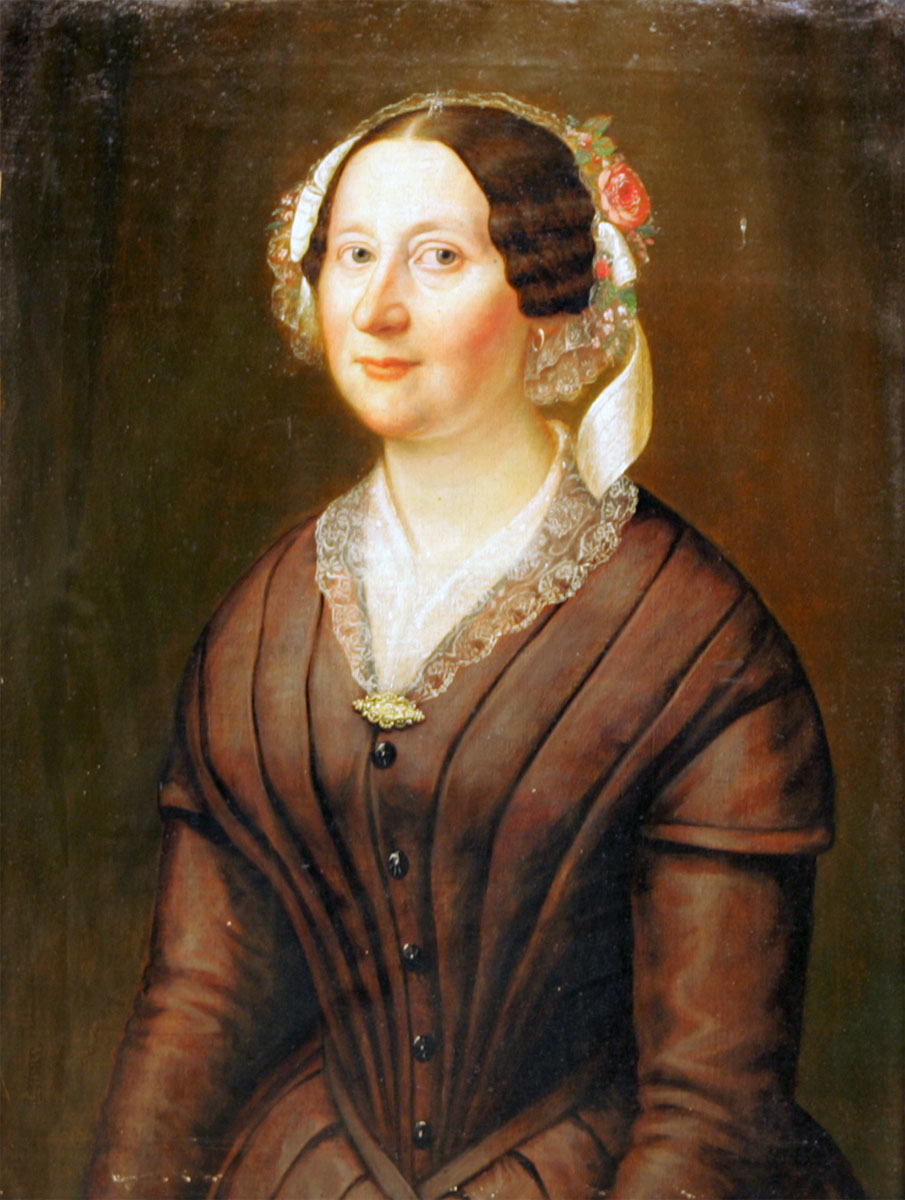
Porträtt av Elise Gother.
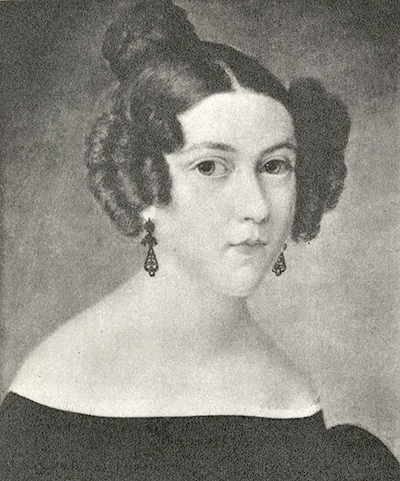
Porträtt av Disa Gustava Tegnér-Böttiger (1813-1866) (1836), dotter till den svenske skalden Esaias Tegnér. Kungliga biblioteket, Stockholm.
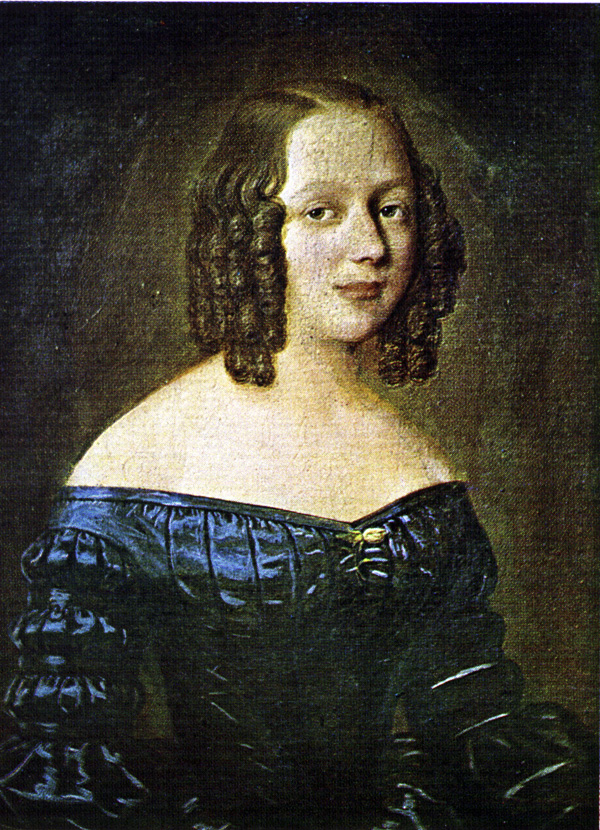
Porträtt av Amalie Sofie Bekkevold (1842), hustru till den norske författaren och poeten Henrik Wergeland.
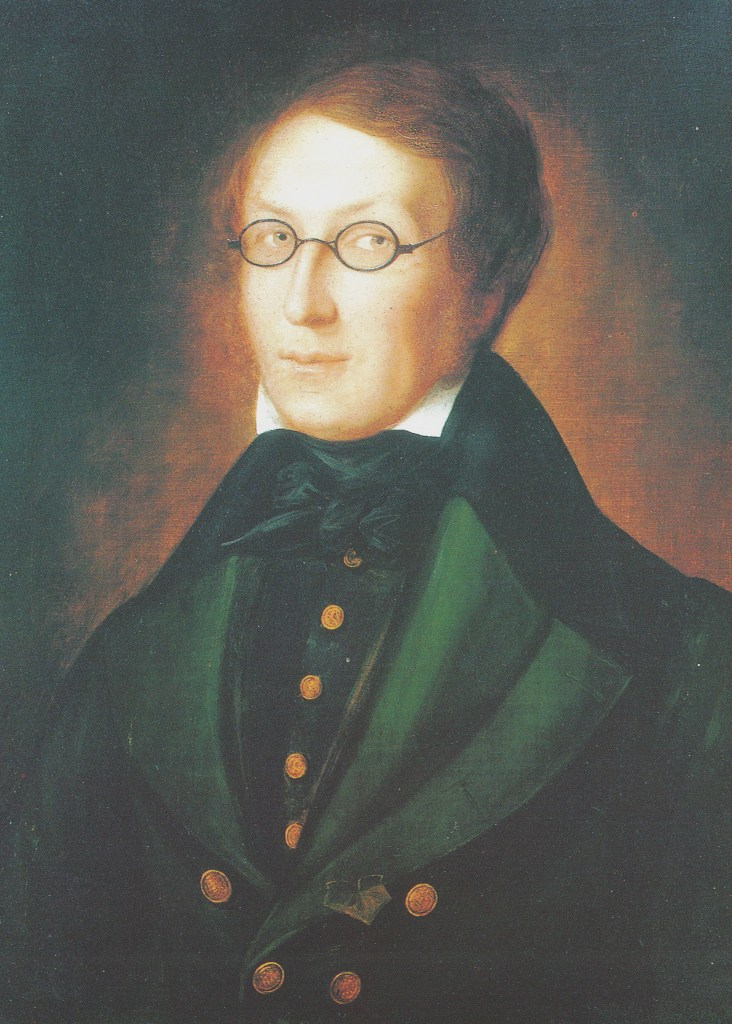
Porträtt av den norske författaren Henrik Wergeland (1808-1845) (1842). Norsk Folkemuseum på Bygdøy, Oslo.
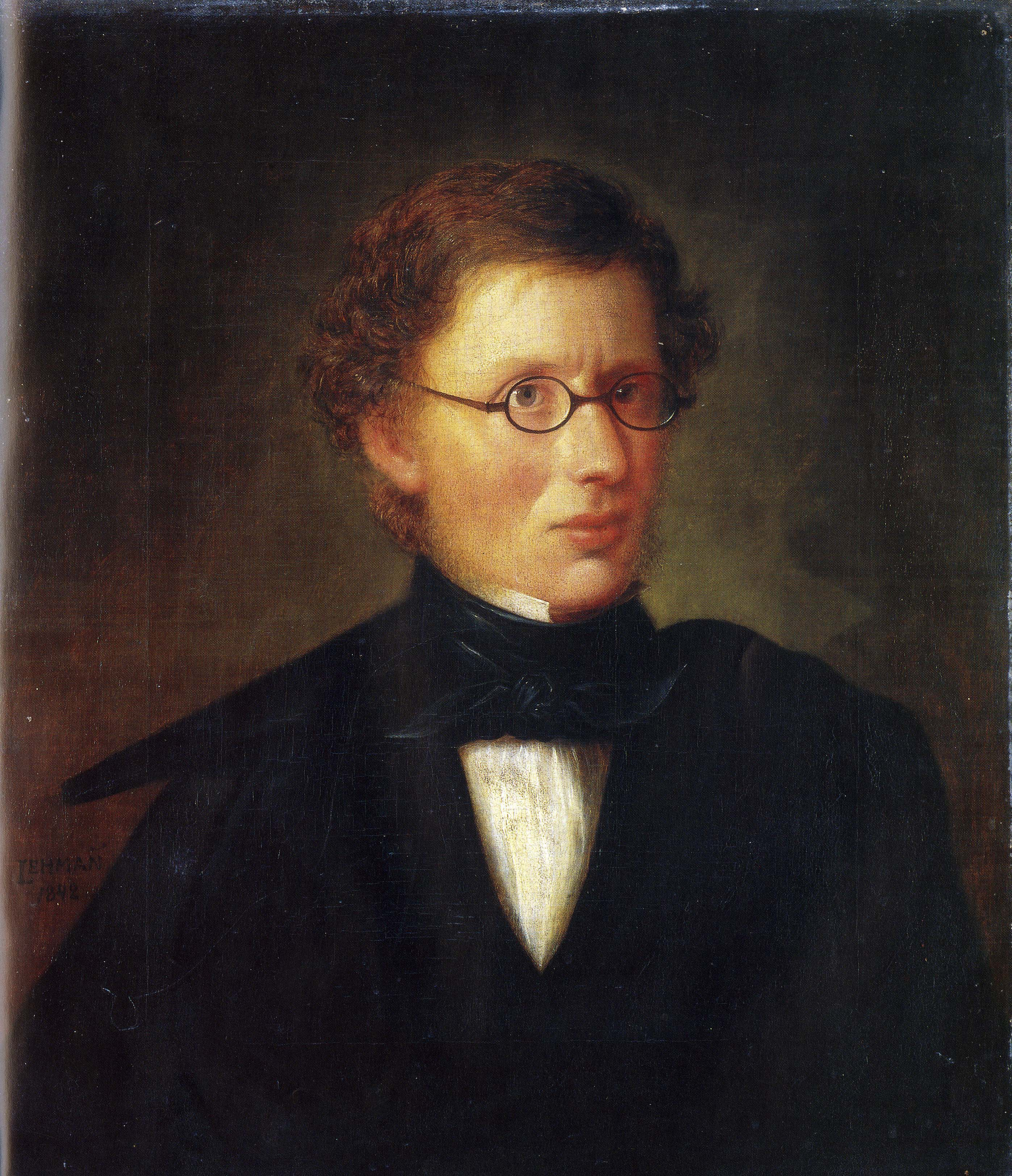
Porträtt av den dansk-norska arkitekten Hans von Linstow (1787-1851) (1842). Bymuseet i Oslo, Frognerparken.
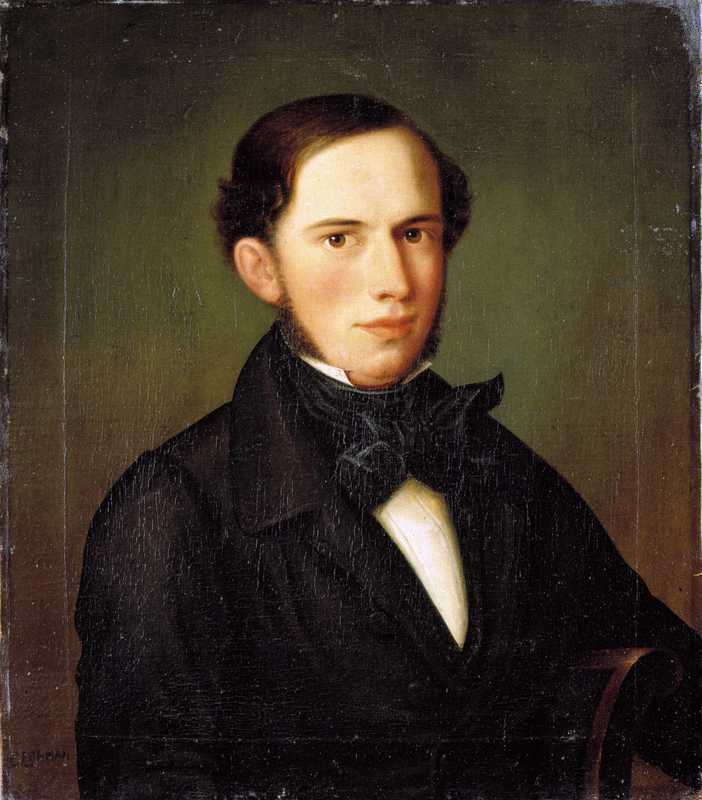
Porträtt av den norske författaren och poeten Johan Sebastian Welhaven (1807-1873) (1842). Bymuseet i Oslo, Frognerparken.